# وصفي العاصي
وصفي عاصي حسين علي العبيدي سياسي عراقي ، أمير قبيلة العبيد ، ولد عام 1960م في كركوك. تنصب بعد وفاة الشيخ أنور العاصي في عام 2022. 

## الدراسة
حاصل العاصي على شهادة البكلوريوس قانون من جامعة تكريت ، وشهادة الدبلوم في معهد نفط.

## المناصب
- أمير قبيلة العبيد [6][7]

- عضو مجلس النواب العراقي الدورة الخامسة [4][8][9]
- عضو مجلس محافظة كركوك سابقاً [10]